# Didiplis diandra
Didiplis diandra là một loài thực vật có hoa trong họ Lythraceae. Loài này được (Nutt. ex DC.) Alph.Wood mô tả khoa học đầu tiên năm 1870.